# Ramón Burgos
Ramón Burgos (Guaynabo, 15 gennaio 1993) è un pallavolista portoricano, centrale dei Mets de Guaynabo.

## Carriera

### Club
La carriera di Ramón Burgos inizia a livello scolastico, giocando nella squadra del Colegio San José. Per motivi di studio si trasferisce negli Stati Uniti d'America, partecipando alla Division I NCAA dal 2012 al 2015 con la IPFW.
Terminata la carriera universitaria, nella stagione 2015 torna in Porto Rico, dove inizia la carriera professionistica, giocando la Liga de Voleibol Superior Masculino coi Mets de Guaynabo, aggiudicandosi lo scudetto. Nella stagione seguente vince il suo secondo scudetto, venendo premiato come rising star e inserito nel sestetto delle stelle del torneo.
Nel campionato 2017-18 gioca in Germania, partecipando alla 2. Bundesliga con la seconda squadra dell'Unterhaching 2. Torna a Porto Rico per la LVSM 2018, difendendo nuovamente i colori dei Mets de Guaynabo, con cui conquista altri due titoli nazionali: dopo la cancellazione del campionato portoricano del 2020, torna in campo nella stagione 2021, sempre con la franchigia di Guaynabo, con la quale nell'annata seguente conquista lo scudetto. 
Dopo un'annata di inattività, torna in campo nella Liga de Voleibol Superior Masculino 2024 indossando sempre la casacca della formazione guaynabeña.

### Nazionale
Fa anche parte della selezione under 19 portoricana, vincendo la medaglia di bronzo al campionato nordamericano 2010 e quella d'argento alla Coppa panamericana 2011, mentre con la nazionale under 21 vince la medaglia di bronzo al campionato nordamericano 2010 e partecipa alla Coppa panamericana 2011.
Nel 2017 debutta in nazionale maggiore e si aggiudica la medaglia d'argento alla Coppa panamericana e, in seguito, quella d'oro ai XXIII Giochi centramericani e caraibici.

## Palmarès

### Club
- Campionato portoricano: 5

2015, 2016-17, 2018, 2019, 2022

### Nazionale (competizioni minori)
- Campionato nordamericano under 19 2010
- Campionato nordamericano under 21 2010
- Coppa panamericana under 19 2011
- Coppa panamericana 2017
- Giochi centramericani e caraibici 2018

### Premi individuali
- 2017 - Liga de Voleibol Superior Masculino: Rising star
- 2017 - Liga de Voleibol Superior Masculino: All-Star Team